# Tondiraba Ishockeyhal
Tondiraba Ishockeyhal (på estisk: Tondiraba jäähall), også kendt som Tallinn Arena, er et multibrugshus kompleks i Tallinn, Estland. Det blev åbnet den 1. august 2014 og ejes af byen Tallinn. Hallen har en nuværende kapacitet på 7.700 tilskuere. Den kan være vært for blandt andet basketballkampe, ishockeykampe, curling og koncerter.